# Johann Jakob Weilenmann
Johann Jakob Weilenmann (San Gallo, 24 gennaio 1819 – San Gallo, 8 giugno 1896) è stato un alpinista e scrittore svizzero.

## Prime ascensioni
Johann Jakob Weilenmann è stato l'autore di numerose prime ascensioni nelle Alpi nel XIX secolo, in particolare:
- 1858: Muttler
- 1861: Fluchthorn
- 1862: Ramolkogel
- 1865: Piz Buin
- 1865: Crast' Agüzza
- 1865: Mont Blanc de Cheilon
- 1887: Helsenhorn

## Pubblicazioni
- 1859 - Eine Ersteigung des Piz Linard im Unter-Engadin
- 1859 - Berg- und Gletscher-Fahrten in den Hochalpen der Schweiz, 2 volumi, Zurigo 1859–1863, scritto con Heinrich Zellen-Horner, Melchior Ulrich, Gottlieb Studer e Gottlieb Samuel Studer
- 1859 - Die Ersteigung des Monte Rosa und Monte Generoso, scritto con Melchior Ulrich
- 1866 - Im Adula-Gebirge
- 1866 - Das Gepaatschjoch: aus dem Kauner-Thale über die Gepaatsch- und Vernagt-Ferner nach dem Rofenthale
- 1868 - Die bäder von Bormio: Landschaftsbilder, bergfahrten und naturwissenschaftliche skizzen, scritto con Gottfried Ludwig Theobald
- 1868 - Die Bäder von Bormio und die sie umgebende Gebirgswelt, scritto con Gottfried Theobald, Christian Gregor Brugger e Conrad Meyer-Ahrens
- 1872 - Aus der Firnenwelt, gesammelte Schriften
- 1923 - Aus der Firnenwelt : Rhätikon, Silvretta, Fernwall
- 1937 - Schnalsertal und Vintschgau
- 1989 - Bergabenteuer in Rätikon, Verwall und Silvretta: auf den Höhenwegen vom Rheintal bis zum Engadin mit dem einsamen